# Grudna Kępska
Grudna Kępska ist eine Ortschaft mit einem Schulzenamt der Gemeinde Biecz im Powiat Gorlicki der Woiwodschaft Kleinpolen in Polen.

## Geographie
Der Ort liegt im Osten des Gorlice-Beckens, an der Mündung des Flusses Grudna in die Ropa. Die Nachbarorte sind die Stadt Biecz im Westen, Siepietnica im Norden, Skołyszyn und Kunowa im Osten, sowie Głęboka im Süden.

## Geschichte

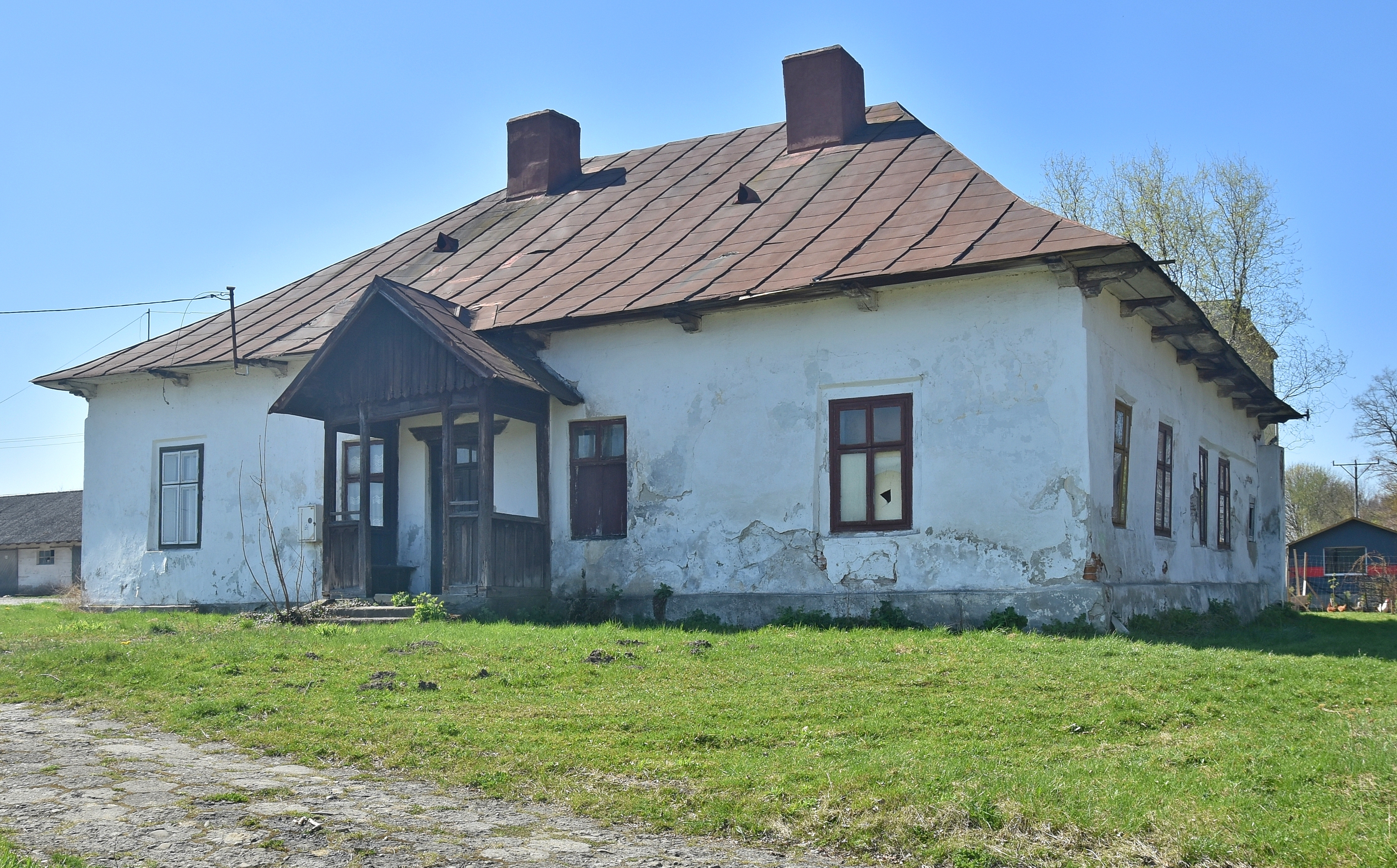
Gutshof aus dem Jahr 1736

Der Ort wurde im Jahr 1398 zweimalig erstmals erwähnt, einmalig unter dem Doppelnamen [Nicolai Wirzba de Grodna pro hereditate eadem] Grodna alias dicta Wirzbicza (als Gegenstand der Rechtsstreit zwischen dem König und den Brüdern Mikołaj Wierzba und Jakub um das Besitztum überschüssiger Hufen aus einer Rodung) und als Grodeczna. Die Familie der Schulzen war die gleiche, wie im Ort Glinik Niemiecki. Nachdem sie die Schulzenämter im 15. Jahrhundert verkaufte, wanderte sie nach Ruthenien aus, wo sie sich jedoch weiter als na/z [von] Grudna schrieb. Im 16. Jahrhundert gehörte das Schulzenamt zur Familie Boner, u. a. zu Severin Boner.
Der Ortsname, Grudna wie Grodeczna, ist vom Wort gród (Slawischer Burgwall) mit dem Suffix -na, zeitweise auch -nia, oder vom gleichnamigen Fluss (1369 fluvium dictum Grodna), abgeleitet. Der zweite ursprüngliche Name wurde vom Appellativ wierzba (Weide) abgeleitet. Ab 1761 wurde das Dorf von Jan Kępski gepachtet, nachdem erst im 19. Jahrhundert das Adjektiv Kępski (oder vom Appellativ Kępa – Baumgruppe, Holm) im Namen hinzugefügt wurde.
Der Ort gehörte zunächst zur Starostei von Biecz im Königreich Polen (ab 1569 in der Adelsrepublik Polen-Litauen), Woiwodschaft Krakau, Kreis Biecz. Bei der Ersten Teilung Polens kam Grudna Kępska 1772 zum neuen Königreich Galizien und Lodomerien des habsburgischen Kaiserreichs (ab 1804). Ab dem Jahr 1855 gehörte Grudna Kępska zum Bezirk Gorlice.
1918, nach dem Ende des Ersten Weltkriegs und dem Zusammenbruch der k.u.k. Monarchie, kam Grudna Kępska zu Polen. Unterbrochen wurde dies nur durch die Besetzung Polens durch die Wehrmacht im Zweiten Weltkrieg. 1972 wurde das Dorf mit dem Kampfkreuz Grunwald für Tätigkeit der Gwardia Ludowa gegen die Besatzer im Zweiten Weltkrieg geehrt.
Von 1975 bis 1998 gehörte Grudna Kępska zur Woiwodschaft Krosno.